# Ooooooohhh... On the TLC Tip
„Ooooooohhh... On the TLC Tip“ е дебютният албум на американската група Ти Ел Си издаден на 25 февруари 1992 година от LaFace Records и Arista Records. Албумът достига 14-а позиция в класацията Билборд 200 за албуми. Албумът е с общи продажби от 11 милиона копия в САЩ и 6 милиона копия в останалата част на света.

## Списък с песните
1. „Intro“ – 0:30
2. „Ain't 2 Proud 2 Beg“ – 5:36
3. „Shock Dat Monkey“ – 5:08
4. „Intermission I“ – 0:19
5. „Hat 2 da Back“ – 4:16
6. „Das da Way We Like 'Em“ – 5:01
7. „What About Your Friends“ – 4:23
8. „Intermission II“ – 0:59
9. „Bad by Myself“ – 3:55
10. „Somethin' You Wanna Know“ – 5:43
11. „Baby-Baby-Baby“ – 5:15
12. „This Is How It Should Be Done“ – 4:27
13. „Depend on Myself“ – 4:11
14. „Conclusion“ – 0:48